# Europees kampioenschap voetbal vrouwen onder 17 - 2011
Het Europees kampioenschap voetbal vrouwen onder 17 van 2011 (kortweg: EK voetbal vrouwen -17) was de vierde editie van het Europees kampioenschap voetbal vrouwen onder 17, bedoeld voor speelsters die op of na 1 januari 1994 geboren zijn. Het toernooi werd net als de eerdere edities gehouden in het Zwitserse Nyon, de stad waar de UEFA is gevestigd. In tegenstelling tot andere toernooien was het gastland niet automatisch geplaatst. Het toernooi wordt gehouden van 28 juli 2011 tot en met 31 juli 2011.

## Stadions
| Stadion                    | Plaats |
| -------------------------- | ------ |
| Centre sportif de Colovray | Nyon   |

## Geplaatste teams

Gekwalificeerde landen

- IJsland (winnaar kwalificatiepoule 1)
- Spanje (winnaar kwalificatiepoule 2)
- Duitsland (winnaar kwalificatiepoule 3)
- Frankrijk (winnaar kwalificatiepoule 4)

## Eindronde
|  | halve finales      | halve finales      |   |                    | finale             | finale |
|  |                    |                    |   |                    |                    |        |
|  | 28 juli 2011, Nyon |                    |   |                    |                    |        |
|  | IJsland            | 0                  |   |                    |                    |        |
|  | Spanje             | 4                  |   |                    |                    |        |
|  |                    |                    |   |                    |                    |        |
|  |                    |                    |   |                    | 31 juli 2011, Nyon |        |
|  |                    |                    |   |                    | Spanje             | 1      |
|  |                    | Frankrijk          | 0 |                    |                    |        |
|  |                    |                    |   |                    |                    |        |
|  |                    |                    |   |                    | 3e/4e plaats       |        |
|  | 28 juli 2011, Nyon | 28 juli 2011, Nyon |   | 31 juli 2011, Nyon | 31 juli 2011, Nyon |        |
|  | Duitsland          | 2 (5)              |   | IJsland            | 2                  |        |
|  | Frankrijk          | 2 (6)              |   |                    | Duitsland          | 8      |

### Halve finale
|                    |         |         |                                                      |                                                                   |
| 28 juli 2011 14:00 | IJsland | 0 - 4   | Spanje                                               | Centre sportif de Colovray, Nyon Scheidsrechter: Simona Ghisletta |
| 28 juli 2011 14:00 |         | Verslag | 12' García 34', 36' Putellas 67' (e.d.) Viggosdóttir | Centre sportif de Colovray, Nyon Scheidsrechter: Simona Ghisletta |

|                    |                                                               |              |                                                                         |                                                                         |
| 28 juli 2011 18:00 | Duitsland                                                     | 2 - 2 (n.v.) | Frankrijk                                                               | Centre sportif de Colovray, Nyon Scheidsrechter: Konstantina Mpoumpouri |
| 28 juli 2011 18:00 | Magull 8' Jäger 68'                                           | Verslag      | 49' Lavogez 60' Belkacemi                                               | Centre sportif de Colovray, Nyon Scheidsrechter: Konstantina Mpoumpouri |
| 28 juli 2011 18:00 | Strafschoppen                                                 |              |                                                                         | Centre sportif de Colovray, Nyon Scheidsrechter: Konstantina Mpoumpouri |
| 28 juli 2011 18:00 | Magull Dallman Seifert Petermann Däbritz Bröckl Jäger Leupolz | 5 - 6        | Lavogez Belkacemi Declercq Kerrache Huchet Mbock Bathy Nka Adram Wenger | Centre sportif de Colovray, Nyon Scheidsrechter: Konstantina Mpoumpouri |

### 3e/4e plaats
|                    |                                      |         |                                                                           |                                                                         |
| 31 juli 2011 14:00 | IJsland                              | 2 - 8   | Duitsland                                                                 | Centre sportif de Colovray, Nyon Scheidsrechter: Konstantina Mpoumpouri |
| 31 juli 2011 14:00 | Thrastadróttir 48' Lúdvíksdóttir 80' | Verslag | 12' Däbritz 14', 40+1', 47' (pen.) Magull 28', 38', 67' Jäger 68' Leupolz | Centre sportif de Colovray, Nyon Scheidsrechter: Konstantina Mpoumpouri |

### Finale
|                        |               |         |           |                                                                   |
| 31 juli 2011 18:00 uur | Spanje        | 1 - 0   | Frankrijk | Centre sportif de Colovray, Nyon Scheidsrechter: Simona Ghisletta |
| 31 juli 2011 18:00 uur | Pomares 80+2' | Verslag |           | Centre sportif de Colovray, Nyon Scheidsrechter: Simona Ghisletta |